# 일반법과 특별법
일반법(一般法)과 특별법(特別法)은 법의 효력 범위의 광협(廣狹)을 기준으로 하는 구별이다.

## 효력 범위
법의 효력은 지역·사람·사항에 관한 것인데, 이들에 대하여 일반적으로 적용되는 법이 일반법(보통법)이며 일반법보다 좁은 범위에 적용되는 법이 특별법이다. 지역·사람에 대해서 말하면 민법과 형법 등은 영토 내의 전지역 및 모든 사람에게 적용되는 일반법이며, 조례는 그 해 공공 단체의 지역 안에서만 적용되는 특별법이며, 소년법은 특정한 연령의 사람에 대해서만 적용되는 특별법이다. 사항에 대해서 말하면, 호적법은 민법의, 상거래 가운데 특수한 사항에 관한 은행법·보험법 등은 상법의, 또한 기업에 관한 법으로서의 상법은 민법의 특별법이다.

## 의의
일반법과 특별법과의 구별은 위와 같이 상대적인 것이긴 하나, 특별법은 항상 일반법에 우선하여 적용된다는 점에서 양자를 구별하는 의의가 있다. 그런데 영국에서 판례에 의하여 창조된 전국에 공통되는 법을 보통법(영미법, common law)이라고 말하는데 여기서 설명한 것과는 별개의 것이다.

## 같이 보기
- 실체법
- 절차법